# Lasioglossum danuvium
Lasioglossum danuvium är en biart som först beskrevs av Blüthgen 1944.  Lasioglossum danuvium ingår i släktet smalbin, och familjen vägbin. Inga underarter finns listade i Catalogue of Life.